# Olga Bergholz
Olga Fiódorovna Bergholz, de vegades romanitzat Berggolts o Berggoltz (rus: О́льга Фё́доровна Бергго́льц;  ˈolʲɡə ˈfʲɵdərəvnə bʲɪrˈɡolʲts (?·pàg.); Sant Petersburg, 16 de maig [C.J. 3 de maig] de 1910 – Leningrad, 13 de novembre de 1975), fou una poetessa soviètica i russa, prosista, dramaturga i periodista, membre de la Unió d'Escriptors Soviètics. Coneguda pel seu treball a la ràdio durant el Setge de Leningrad, va esdevenir el símbol de la força i la determinació de la ciutat.
El 1938 va ser reprimida, però posteriorment fou rehabilitada (1939). Guanyadora del Premi Stalin (1951, pel poema Pervorossisk), titular de les ordes de Lenin i la Bandera Roja del Treball.
És autora de la «paraula alada» que s'ha convertit en un lema que es pot llegir al mur del Cementiri commemoratiu de Piskarióvskoie, on hi ha enterrades moltes víctimes del setge de Leningrad: «No s'oblida ningú, no s'oblida res». També va rebre el títol de Ciutadana Honorària de Sant Petersburg (a títol pòstum).

## Biografia

### Primers anys
Olga Bergholz era filla de Fiódor Khristóforovitx Berggolts, un cirurgià d'ascendència alemanya. El 1942, formalment per negar-se a convertir-se en informador secret, fou «enviat» per l'NKVD des de l'assetjada Leningrad a Minussinsk (krai de Krasnoiarsk).
La mare d'Olga, Maria Timoféievna Berggolts (de soltera Grustílina), era russa nativa. També va tenir una germana petita, Maria, que després es convertiria en actriu del Teatre Estatal de Comèdia Musical de Leningrad. Amb l'inici de la Guerra Civil Russa el 1918, Fiódor Berggolts va enviar la seva família a Úglitx, on visqueren a l'antic monestir d'Epifania fins al 1921. Al retorn, Olga va ingressar en una escola laboral de Petrograd, on va estudiar fins al 1926.

### Carrera
Els seus versos dedicats a Vladímir Lenin van ser publicats per primera vegada el 1924. El 1925 es va incorporar a un grup de literatura juvenil anomenat «El canvi». Allà Olga va conèixer el poeta Borís Kornílov. Tenia 18 anys quan, el 1928, es van casar. El 13 d'octubre del mateix any va donar a llum una nena, Irina. Olga i el seu marit van estudiar als cursos superiors de l'Institut Estatal d'Història de l'Art. Allà hi ensenyaven professors com ara Tiniànov, Eichenbaum, Xklovski, Bagritski, Maiakovski i Utkin.
El 1926, en una reunió de la Unió de Poetes, la poesia d'Olga Bergholz va ser elogiada per Kornei Txukovski, dient que en el futur es convertiria en una autèntica poetessa.
Aviat es va tancar l'institut. Alguns dels estudiants, inclosa Olga, però no Borís, van ser traslladats a la Universitat de Leningrad. El 1930 es va graduar a la facultat de filologia i va ser enviada al Kazakhstan per treballar com a periodista al diari L'estepa soviètica. El mateix any es divorcià de Borís Kornílov i es casà amb un company de classe, Nikolai Moltxànov, amb qui romandria fins a la seva mort el 1942.
Des de 1930, va treballar en literatura infantil, va col·laborar a la revista Txij i va publicar el seu primer llibre, Hivern-estiu-lloro.
Després de tornar a Leningrad el 1931, va començar a treballar com a periodista al diari de la gran empresa d'equipaments elèctrics Elektrossila. Els anys 1933-1935 va publicar diversos llibres: Anys d'assalt, la col·lecció de narracions Nit en el Nou Món, el recull Poemes (rus: Стихотворения) –el primer «llibre poètic per a adults»–, amb el qual Bergholz va aconseguir la fama poètica. Aquests poemes van rebre l'aprovació de Maksim Gorki i Samuïl Marxak. El 1934 es va incorporar a la Unió d'Escriptors Soviètics.
A finals de la dècada del 1930 Bergholz va sobreviure a diverses tragèdies personals. La seva primera filla Irina va morir el 1936 als set anys i el 1937 va perdre el tercer fill després de l'interrogatori sobre l'anomenat «cas Averbakh» (havia estat en contacte amb Leopold Averbakh, de l'Associació Russa d'Escriptors Proletaris, a principis de 1930). Aviat el seu primer marit, Borís Kornílov, va ser arrestat per haver tingut relació amb els trotskistes de l'organització Zinóviev que, considerats enemics del poble, preparaven una «conspiració contrarevolucionària» segons l'acta d'acusació. Va ser afusellat el 21 de febrer de 1938 a Leningrad.
A mitjan 1938, totes les acusacions contra Olga Bergholz van decaure. Però sis mesos després, el 13 de desembre de 1938, Olga Berggolz, que tornava a estar embarassada, va ser arrestada sota la falsa acusació de «connexió amb els enemics del poble», i també com a participant en la conspiració contrarevolucionària contra Voroixílov i Jdànov. Després de ser colpejada i torturada, va passar set mesos a la presó, però va negar totes les acusacions. Tot això va causar que donés a llum un fill mort. Durant aquesta època va escriure secretament un Diari i uns poemes, apareguts el 1965 amb el títol El nus. El 3 de juliol de 1939 va ser alliberada i completament rehabilitada.
El 1940 es va incorporar al Partit Comunista.

### Els anys de la guerra
Amb l'inici de la Gran Guerra Patriòtica, el juny de 1941, Olga Bergholz va ser enviada a treballar a la Casa de la Ràdio de Leningrad. Va passar gairebé tots els dies del setge a Leningrad treballant a la ràdio, animant els ciutadans famolencs i deprimits de la ciutat amb els seus discursos i poemes. Els seus pensaments i impressions sobre aquest període, sobre heroisme, amor, fidelitat, es poden trobar al Diari de febrer (1942), Poema de Leningrad (1942), El teu camí (1945) i alguns altres.
El gener de 1942 va sobreviure a una altra tragèdia personal: el seu segon marit Nikolai Moltxànov va morir de fam. Olga va dedicar-li el poema 29 de gener de 1942 i el llibre El nus (1965). El març de 1942, patint una distròfia crítica, i malgrat les seves protestes, a ser enviada a la força pels seus amics a Moscou pel Camí de la Vida, una carretera de gel sobre el llac Làdoga congelat, que era l'únic accés a la ciutat assetjada de Leningrad. El 20 d'abril va tornar a Leningrad i va continuar la seva feina a la Casa de la Ràdio. Al seu retorn, es va casar amb Gueorgui Makogónenko, crític literari i també locutor de ràdio durant el setge. El 1943 va rebre la medalla de la defensa de Leningrad.
El 1944 va escriure, amb el seu marit, Vivien a Leningrad, una obra sobre el setge de Leningrad que es va representar al teatre d'Aleksandr Taírov i el 1945 va treballar, també amb el seu marit, en un text titulat La simfonia de Leningrad, i en un rèquiem titulat En memòria dels defensors (1944), per petició d'una dona, el germà del qual havia mort durant els darrers dies del setge. El 27 de gener de 1945, Bergholz, Makogónenko i els seus col·legues van llançar una «pel·lícula de ràdio» titulada 900 dies, que incloïa diversos fragments de reportatges, veus, sons i peces musicals enregistrades durant el setge. També va publicar un llibre de memòries, Leningrad parla, basat en la seva experiència bèl·lica.

### Darrers anys

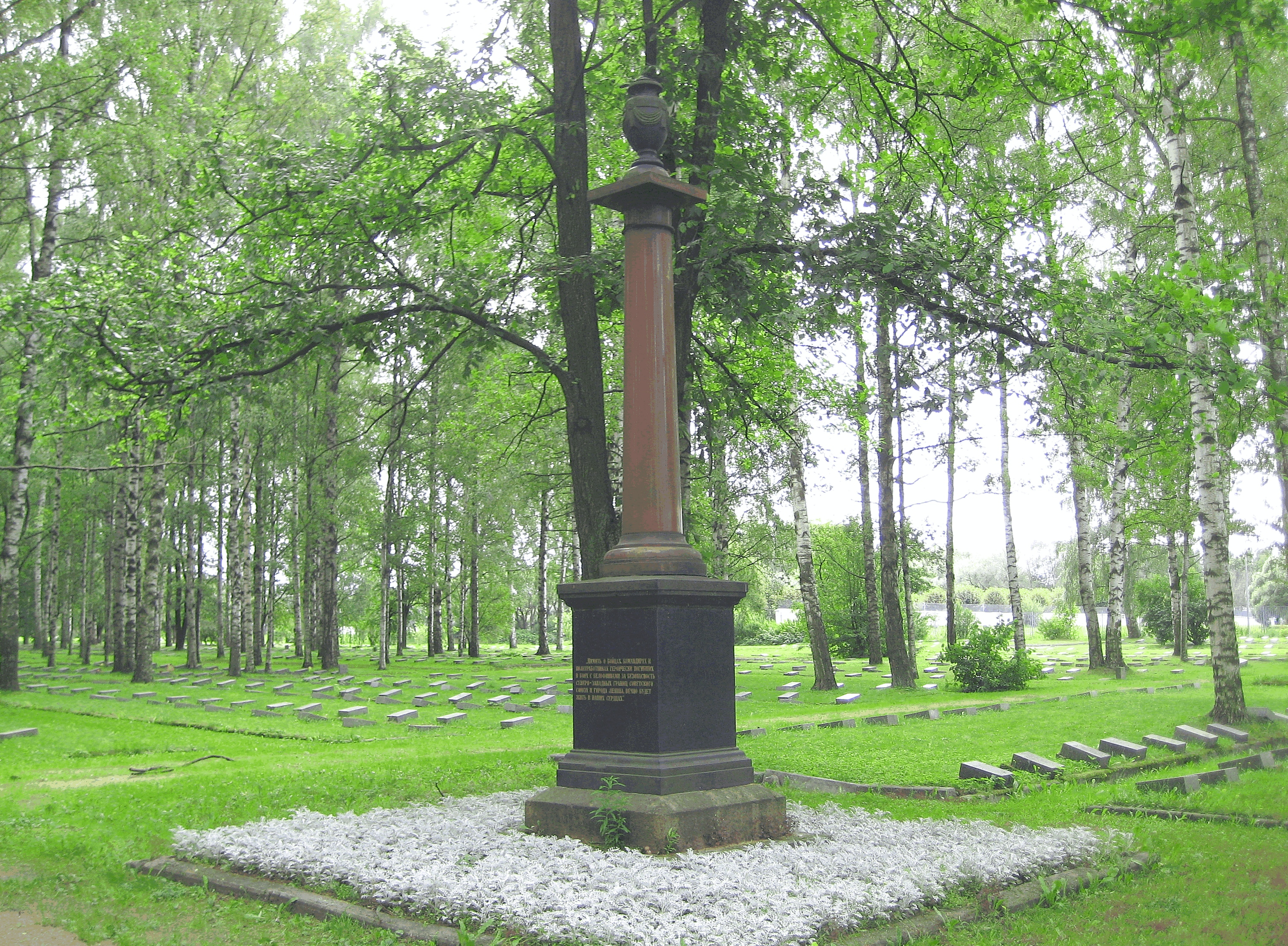
S. Petersburg, Cementiri commemoratiu de Piskarióvskoie

Bergholz també va escriure moltes vegades sobre fets heroics i gloriosos de la història de Rússia, com Pervorossisk (1950), un poema sobre la comuna d'Altai organitzat pels treballadors de Petrograd; Fidelitat (1954), una tragèdia sobre la defensa de Sebastòpol el 1941–1942; i Les estrelles del dia (1959), una novel·la autobiogràfica que va ser convertida en una pel·lícula del mateix nom per Ígor Talankin el 1968.
El maig del 1960 es va inaugurar el cementiri memorial Piskarióvskoie, una immensa necròpolis on descansen més de la meitat dels civils i militars víctimes del setge de Leningrad. Al mur de granit que tanca el fons, a 500 metres de l'entrada, es van gravar les seves paraules:
| « | (rus) Здесь лежат ленинградцы. Здесь горожане — мужчины, женщины, дети. Рядом с ними солдаты-красноармейцы. Всею жизнью своею Они защищали тебя, Ленинград, Колыбель революции. Их имён благородных мы здесь перечислить не сможем, Так их много под вечной охраной гранита. Но знай, внимающий этим камням: Никто не забыт и ничто не забыто. | (català) Aquí reposa la gent de Leningrad. Els seus ciutadans: homes, dones, nens. Al seu costat hi ha soldats de l'Exèrcit Roig. Amb llurs vides T'han defensat, Leningrad, Bressol de la revolució. Els nobles noms, que ni tan sols podem comptar Són tants, sota l'eterna protecció del granit. Però que sàpiga qui escolta aquestes pedres: No s'oblida ningú, no s'oblida res. | » |

Després de 1969, va escriure per a la publicació mensual Avrora.
Olga Bergholz va morir el 13 de novembre de 1975 a Leningrad i va ser enterrada a la secció Literàtorskie Mostkí («Ponts literaris») del cementiri Vólkovo.

### Honors i llegat
- Premi Stalin de tercera classe (1951) – pel poema «Pervorossisk» (1950)
- Orde de Lenin
- Orde de la Bandera Roja del Treball
- Medalla de la defensa de Leningrad (1943)
- Medalla per la Tasca Meritòria durant la Gran Guerra Patriòtica de 1941-1945
- Ciutadana honorària de Sant Petersburg (1994)

Un planeta menor, el 3093 Bergholz, descobert per l'astrònoma soviètica Tamara Smirnova el 1971 rep el seu nom. Un cràter de Venus també porta el seu nom.
Un carrer del districte de Nevski a Sant Petersburg porta el seu nom, així com un carrer cèntric a Úglitx. El maig de 2015 es va inaugurar un monument en la seva memòria a Sant Petersburg. El juny del mateix any, la col·lecció completa de dietaris d'Olga Bergholz va ser publicada per primera vegada per l'Arxiu Estatal de Literatura i Art de Rússia.